# Liste der Monuments historiques in Xanrey
Die Liste der Monuments historiques in Xanrey führt die Monuments historiques in der französischen Gemeinde Xanrey auf.

## Liste der Objekte
| Bezeichnung               | Beschreibung | Standort                                                        | Kennzeichnung | Schutzstatus | Datum | Bild |
| ------------------------- | --- | --------------------------------------------------------------- | ------------- | ------------ | ----- | ---- |
| Skulptur Madonna mit Kind | Holz, farbig gefasst, zweite Hälfte des 18. Jahrhunderts                                                                    | in der Kirche Assomption-de-la-Bienheureuse-Vierge-Marie (Lage) | PM57000904    | Inscrit      | 2002  |      |
| Antependium Grablegung    | vom alten Hauptaltar; Eichenholz, farbig gefasst, 19. Jahrhundert                                                           | in der Kirche Assomption-de-la-Bienheureuse-Vierge-Marie (Lage) | PM57000903    | Inscrit      | 2002  |      |
| Ziborium                  | Silber, Messing, um 1800 | in der Kirche Assomption-de-la-Bienheureuse-Vierge-Marie (Lage) | PM57000905    | Inscrit      | 2002  |      |
| Marienaltar               | linker Seitenaltar; Altartisch mit Aufbau, Retabel und Skulptur; Eichenholz, farbig gefasst und vergoldet, 19. Jahrhundert  | in der Kirche Assomption-de-la-Bienheureuse-Vierge-Marie (Lage) | PM57000901    | Inscrit      | 2002  |      |
| Josephsaltar              | rechter Seitenaltar; Altartisch mit Aufbau, Retabel und Skulptur; Eichenholz, farbig gefasst und vergoldet, 19. Jahrhundert | in der Kirche Assomption-de-la-Bienheureuse-Vierge-Marie (Lage) | PM57000902    | Inscrit      | 2002  |      |